# The Lockers
O The Lockers (originalmente chamado The Campbellock Dancers) foi um grupo de dança. São considerados os pioneiros da dança de rua e do locking, tendo estados ativos na década de 1970. Foi criada por Don Campbell e tinha como treinadora Toni Basil.